# Dybła
Dybła – wieś w Polsce położona w województwie podlaskim, w powiecie grajewskim, w gminie Grajewo.
Prywatna wieś szlachecka położona była w drugiej połowie XVI wieku w powiecie wąsoskim ziemi wiskiej województwa mazowieckiego. 
W 1929 r. należała do gminy Bogusze, powiat szczuczyński. Majątek ziemski posiadał tu Henryk Hoffman (332 mórg) i Zygmunt Szmita (191 mórg).
W latach 1975–1998 miejscowość administracyjnie należała do województwa łomżyńskiego.
Wierni kościoła rzymskokatolickiego należą do parafii Matki Bożej Nieustającej Pomocy w Grajewie.